# Laudun-l'Ardoise
Laudun-l'Ardoise este o comună în departamentul Gard din sudul Franței. În 2009 avea o populație de 5.617 de locuitori.

## Evoluția populației
| An        | 1975  | 1982  | 1990  | 1999  | 2006  | 2009  |
| --------- | ----- | ----- | ----- | ----- | ----- | ----- |
| Populație | 3.664 | 3.759 | 4.408 | 5.127 | 5.361 | 5.617 |